# نیجریه در جام جهانی فوتبال
نیجریه در جام جهانی فوتبال (انگلیسی: Nigeria at the FIFA World Cup) شامل آمارهایی از پیشینه تیم ملی فوتبال نیجریه در مسابقات جام جهانی فوتبال نیز می‌باشد.
نیجریه تاکنون ۶ بار جواز حضور در جام جهانی را به دست آورده است. اولین حضور آن‌ها در این مسابقات در جام جهانی ۱۹۹۴ رقم خورد که آن‌ها موفق شدند از مرحلهٔ گروهی به مرحلهٔ حذفی صعود کنند.

## آمار کلی در جام جهانی
| آمار و عملکرد در جام جهانی فوتبال | آمار و عملکرد در جام جهانی فوتبال | آمار و عملکرد در جام جهانی فوتبال | آمار و عملکرد در جام جهانی فوتبال | آمار و عملکرد در جام جهانی فوتبال | آمار و عملکرد در جام جهانی فوتبال | آمار و عملکرد در جام جهانی فوتبال | آمار و عملکرد در جام جهانی فوتبال | آمار و عملکرد در جام جهانی فوتبال | آمار و عملکرد در جام جهانی فوتبال |
| سال                               | میزبان(ها)                        | مرحله                             | رتبه                              | بازی                              | برد                               | مساوی                             | باخت                              | گل‌زده                             | گل‌خورده                           |
| --------------------------------- | --------------------------------- | --------------------------------- | --------------------------------- | --------------------------------- | --------------------------------- | --------------------------------- | --------------------------------- | --------------------------------- | --------------------------------- |
| ۱۹۳۰                              | اروگوئه                           | شرکت نکرد                         | شرکت نکرد                         | شرکت نکرد                         | شرکت نکرد                         | شرکت نکرد                         | شرکت نکرد                         | شرکت نکرد                         | شرکت نکرد                         |
| ۱۹۳۴                              | ایتالیا                           | شرکت نکرد                         | شرکت نکرد                         | شرکت نکرد                         | شرکت نکرد                         | شرکت نکرد                         | شرکت نکرد                         | شرکت نکرد                         | شرکت نکرد                         |
| ۱۹۳۸                              | فرانسه                            | شرکت نکرد                         | شرکت نکرد                         | شرکت نکرد                         | شرکت نکرد                         | شرکت نکرد                         | شرکت نکرد                         | شرکت نکرد                         | شرکت نکرد                         |
| ۱۹۵۰                              | برزیل                             | شرکت نکرد                         | شرکت نکرد                         | شرکت نکرد                         | شرکت نکرد                         | شرکت نکرد                         | شرکت نکرد                         | شرکت نکرد                         | شرکت نکرد                         |
| ۱۹۵۴                              | سوئیس                             | شرکت نکرد                         | شرکت نکرد                         | شرکت نکرد                         | شرکت نکرد                         | شرکت نکرد                         | شرکت نکرد                         | شرکت نکرد                         | شرکت نکرد                         |
| ۱۹۵۸                              | سوئد                              | شرکت نکرد                         | شرکت نکرد                         | شرکت نکرد                         | شرکت نکرد                         | شرکت نکرد                         | شرکت نکرد                         | شرکت نکرد                         | شرکت نکرد                         |
| ۱۹۶۲                              | شیلی                              | راه نیافت                         | راه نیافت                         | راه نیافت                         | راه نیافت                         | راه نیافت                         | راه نیافت                         | راه نیافت                         | راه نیافت                         |
| ۱۹۶۶                              | انگلستان                          | انصراف                            | انصراف                            | انصراف                            | انصراف                            | انصراف                            | انصراف                            | انصراف                            | انصراف                            |
| ۱۹۷۰                              | مکزیک                             | راه نیافت                         | راه نیافت                         | راه نیافت                         | راه نیافت                         | راه نیافت                         | راه نیافت                         | راه نیافت                         | راه نیافت                         |
| ۱۹۷۴                              | آلمان غربی                        | راه نیافت                         | راه نیافت                         | راه نیافت                         | راه نیافت                         | راه نیافت                         | راه نیافت                         | راه نیافت                         | راه نیافت                         |
| ۱۹۷۸                              | آرژانتین                          | راه نیافت                         | راه نیافت                         | راه نیافت                         | راه نیافت                         | راه نیافت                         | راه نیافت                         | راه نیافت                         | راه نیافت                         |
| ۱۹۸۲                              | اسپانیا                           | راه نیافت                         | راه نیافت                         | راه نیافت                         | راه نیافت                         | راه نیافت                         | راه نیافت                         | راه نیافت                         | راه نیافت                         |
| ۱۹۸۶                              | مکزیک                             | راه نیافت                         | راه نیافت                         | راه نیافت                         | راه نیافت                         | راه نیافت                         | راه نیافت                         | راه نیافت                         | راه نیافت                         |
| ۱۹۹۰                              | ایتالیا                           | راه نیافت                         | راه نیافت                         | راه نیافت                         | راه نیافت                         | راه نیافت                         | راه نیافت                         | راه نیافت                         | راه نیافت                         |
| ۱۹۹۴                              | ایالات متحده آمریکا               | یک هشتم نهایی                     | ۹ام                               | ۴                                 | ۲                                 | ۰                                 | ۲                                 | ۷                                 | ۴                                 |
| ۱۹۹۸                              | فرانسه                            | یک هشتم نهایی                     | ۱۲ام                              | ۴                                 | ۲                                 | ۰                                 | ۲                                 | ۶                                 | ۹                                 |
| ۲۰۰۲                              | کره جنوبی و ژاپن                  | مرحله گروهی                       | ۲۷ام                              | ۳                                 | ۰                                 | ۱                                 | ۲                                 | ۱                                 | ۳                                 |
| ۲۰۰۶                              | آلمان                             | راه نیافت                         | راه نیافت                         | راه نیافت                         | راه نیافت                         | راه نیافت                         | راه نیافت                         | راه نیافت                         | راه نیافت                         |
| ۲۰۱۰                              | آفریقای جنوبی                     | مرحله گروهی                       | ۲۷ام                              | ۳                                 | ۰                                 | ۱                                 | ۲                                 | ۳                                 | ۵                                 |
| ۲۰۱۴                              | برزیل                             | یک هشتم نهایی                     | ۱۶ام                              | ۴                                 | ۱                                 | ۱                                 | ۲                                 | ۳                                 | ۵                                 |
| ۲۰۱۸                              | روسیه                             | مرحله گروهی                       | ۲۱ام                              | ۳                                 | ۱                                 | ۰                                 | ۲                                 | ۳                                 | ۴                                 |
| ۲۰۲۲                              | قطر                               | آینده                             | آینده                             | آینده                             | آینده                             | آینده                             | آینده                             | آینده                             | آینده                             |
| مجموع                             | مجموع                             | مجموع                             | مجموع                             | ۲۱                                | ۶                                 | ۳                                 | ۱۲                                | ۲۳                                | ۳۰                                |

## مسابقات
| جام جهانی | مرحله         | حریف            | نتیجه     | نتیجه | محل         | گلزنان نیجریه                         |
| --------- | ------------- | --------------- | --------- | ----- | ----------- | ------------------------------------- |
| ۱۹۹۴      | مرحله گروهی   | بلغارستان       | ۳–۰       | برد   | دالاس       | یکینی، آموکاچی، آمونیکه               |
| ۱۹۹۴      | مرحله گروهی   | آرژانتین        | ۱–۲       | باخت  | فاکسبرو     | سیاسیا                                |
| ۱۹۹۴      | مرحله گروهی   | یونان           | ۲–۰       | برد   | فاکسبرو     | جرج، آموکاچی                          |
| ۱۹۹۴      | یک هشتم نهایی | ایتالیا         | ۱–۲ (و.ا) | باخت  | فاکسبرو     | آمونیکه                               |
| ۱۹۹۸      | مرحله گروهی   | اسپانیا         | ۳–۲       | برد   | نانت        | آدیپوجو، زوبیزارتا (گل‌به‌خودی)، اولیسه |
| ۱۹۹۸      | مرحله گروهی   | بلغارستان       | ۱–۰       | برد   | پاریس       | ایکپبا                                |
| ۱۹۹۸      | مرحله گروهی   | پاراگوئه        | ۱–۳       | باخت  | تولوز       | اوروما                                |
| ۱۹۹۸      | یک هشتم نهایی | دانمارک         | ۱–۴       | باخت  | سن دنی      | بابانگیدا                             |
| ۲۰۰۲      | مرحله گروهی   | آرژانتین        | ۰–۱       | باخت  | ایباراکی    | —                                     |
| ۲۰۰۲      | مرحله گروهی   | سوئد            | ۱–۲       | باخت  | کوبه        | آگاهووا                               |
| ۲۰۰۲      | مرحله گروهی   | انگلستان        | ۰–۰       | مساوی | اوساکا      | —                                     |
| ۲۰۱۰      | مرحله گروهی   | آرژانتین        | ۰–۱       | باخت  | ژوهانسبورگ  | —                                     |
| ۲۰۱۰      | مرحله گروهی   | یونان           | ۱–۲       | باخت  | بلومفونتن   | اوچه                                  |
| ۲۰۱۰      | مرحله گروهی   | کرهٔ جنوبی       | ۲–۲       | مساوی | دوربان      | اوچه، یاکوبو                          |
| ۲۰۱۴      | مرحله گروهی   | ایران           | ۰–۰       | مساوی | کوریتیبا    | —                                     |
| ۲۰۱۴      | مرحله گروهی   | بوسنی و هرزگوین | ۱–۰       | برد   | کویابا      | اودموینگی                             |
| ۲۰۱۴      | مرحله گروهی   | آرژانتین        | ۲–۳       | باخت  | پورتو آلگری | موسی (۲)                              |
| ۲۰۱۴      | یک هشتم نهایی | فرانسه          | ۰–۲       | باخت  | برازیلیا    | —                                     |
| ۲۰۱۸      | مرحله گروهی   | کرواسی          | ۰–۲       | باخت  | کالینینگراد | —                                     |
| ۲۰۱۸      | مرحله گروهی   | ایسلند          | ۲–۰       | برد   | ولگوگراد    | موسی (۲)                              |
| ۲۰۱۸      | مرحله گروهی   | آرژانتین        | ۱–۲       | باخت  | سن پترزبورگ | موزس (پنالتی)                         |

## بیشترین بازی
| # | نام           | بازی‌ها | جام جهانی(ها)     |
| - | ------------- | ------ | ----------------- |
| ۱ | جوزف یوبو     | ۱۰     | ۲۰۰۲، ۲۰۱۰ و ۲۰۱۴ |
| ۲ | جی-جی اوکوچا  | ۹      | ۱۹۹۴، ۱۹۹۸ و ۲۰۰۲ |
| ۳ | فینیدی جرج    | ۸      | ۱۹۹۴ و ۱۹۹۸       |
| ۳ | ساندی اولیسه  | ۸      | ۱۹۹۴ و ۱۹۹۸       |
| ۳ | پیتر روفایی   | ۸      | ۱۹۹۴ و ۱۹۹۸       |
| ۳ | رشیدی یکینی   | ۸      | ۱۹۹۴ و ۱۹۹۸       |
| ۳ | وینسنت انیما  | ۸      | ۲۰۰۲، ۲۰۱۰ و ۲۰۱۴ |
| ۸ | موتیو آدیپوجو | ۷      | ۱۹۹۴ و ۱۹۹۸       |
| ۸ | اوچه اوکچوکوو | ۷      | ۱۹۹۴ و ۱۹۹۸       |
| ۸ | جان اوبی میکل | ۷      | ۲۰۱۴ و ۲۰۱۸       |
| ۸ | احمد موسی     | ۷      | ۲۰۱۴ و ۲۰۱۸       |

## برترین گلزنان
| # | نام              | گل‌ها | جام جهانی(ها)       |
| - | ---------------- | ---- | ------------------- |
| ۱ | احمد موسی        | ۲    | ۲۰۱۴ (۲) و ۲۰۱۸ (۲) |
| ۲ | دنیل آموکاچی     | ۲    | ۱۹۹۴                |
| ۲ | امانوئل آمونیکه  | ۲    | ۱۹۹۴                |
| ۲ | کالو اوچه        | ۲    | ۲۰۱۰                |
| ۵ | فینیدی جرج       | ۱    | ۱۹۹۴                |
| ۵ | سامسون سیاسیا    | ۱    | ۱۹۹۴                |
| ۵ | رشیدی یکینی      | ۱    | ۱۹۹۴                |
| ۵ | موتیو آدیپوجو    | ۱    | ۱۹۹۸                |
| ۵ | تیجانی بابانگیدا | ۱    | ۱۹۹۸                |
| ۵ | ویکتور ایکپبا    | ۱    | ۱۹۹۸                |
| ۵ | ساندی اولیسه     | ۱    | ۱۹۹۸                |
| ۵ | ویلسون اوروما    | ۱    | ۱۹۹۸                |
| ۵ | جولیوس آگاهووا   | ۱    | ۲۰۰۲                |
| ۵ | یاکوبو ایگبنی    | ۱    | ۲۰۱۰                |
| ۵ | پیتر اودموینگی   | ۱    | ۲۰۱۴                |
| ۵ | ویکتور موزس      | ۱    | ۲۰۱۸                |